# Apeadeiro de Assumar
O Apeadeiro de Assumar é uma interface da Linha do Leste que serve a localidade de Assumar e o município de Monforte, no Distrito de Portalegre, em Portugal.

## Descrição
Situa-se na periferia da localidade de Assumar, junto à Estrada Nacional 371.

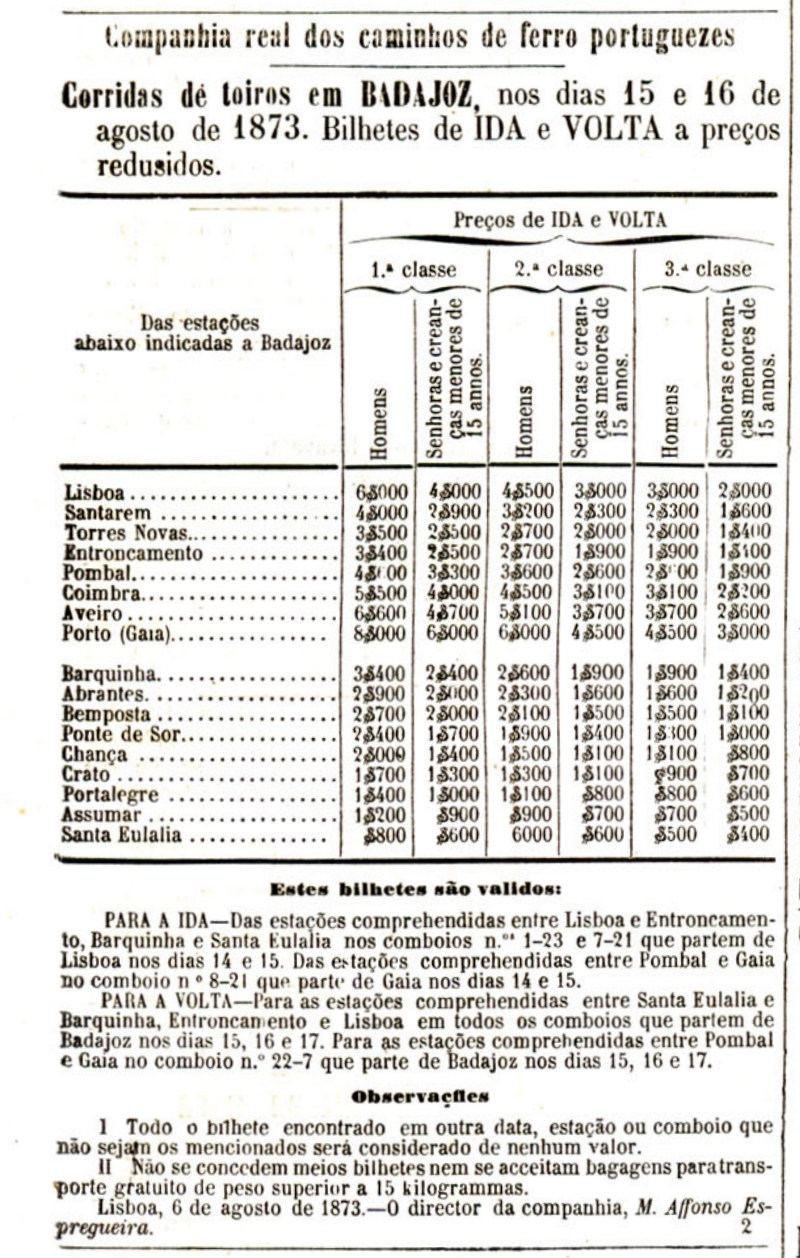
Anúncio de 1873 da Companhia Real, onde se faz referência a Assumar.

## História

### Planeamento e inauguração
Em meados da década de 1850, o engenheiro inglês Thomaz Rumball, ao serviço da Companhia Real dos Caminhos de Ferro Portugueses, estudou os traçados que poderiam ser seguidos por um linha férrea entre Lisboa e Badajoz. Apresentou três propostas, tendo sido escolhida a que passava por Santarém, Tancos, Ponte de Sor, Crato e Monforte. Do ponto de vista geográfico, a futura estação de Assumar situava-se no ponto em que a linha deixava a Bacia Hidrográfica do Tejo e entrava na do Rio Guadiana, ao PK 225, que era igualmente o ponto mais elevado da linha, a uma cota de 348,924 m acima do nível do mar. Este era portanto o início do quinto lanço da Linha do Leste, até à fronteira com Espanha, e cujo traçado foi alvo de considerável polémica, com os militares a exigir que a linha férrea passasse perto de Elvas, por motivos de defesa do país.
Em 20 de Dezembro de 1860 foram feitas algumas alterações nos percursos que tinham sido previamente contratados, tendo o lanço original de Assumar por Arronches à fronteira sido substituído por um que passava por Santa Eulália e Elvas. Esta interface encontra-se no lanço entre as estações de Crato e Elvas da Linha do Leste, que entrou ao serviço no dia 4 de Julho de 1863, pela Companhia Real.

### Século XX
Em 1913, existia um serviço de diligências entre a estação de Assumar e a vila de Arronches.
Em 1934, a companhia dos Caminhos de Ferro Portugueses abriu um serviço central de despachos em Arronches, possibilitando o transporte de mercadorias, bagagens e passageiros entre aquela localidade e a gare de Assumar, que então possuía a categoria de estação.

### Século XXI
Em 29 de Agosto de 2017, foram retomados os comboios do Entroncamento a Badajoz, que também serviam o Apeadeiro de Assumar.